# Tojinium japonicum
Tojinium japonicum là một loài nhện trong họ Linyphiidae.
Loài này thuộc chi Tojinium. Tojinium japonicum được miêu tả năm 2001 bởi Hiroshi Saito & Ono.